# Jan Siuta

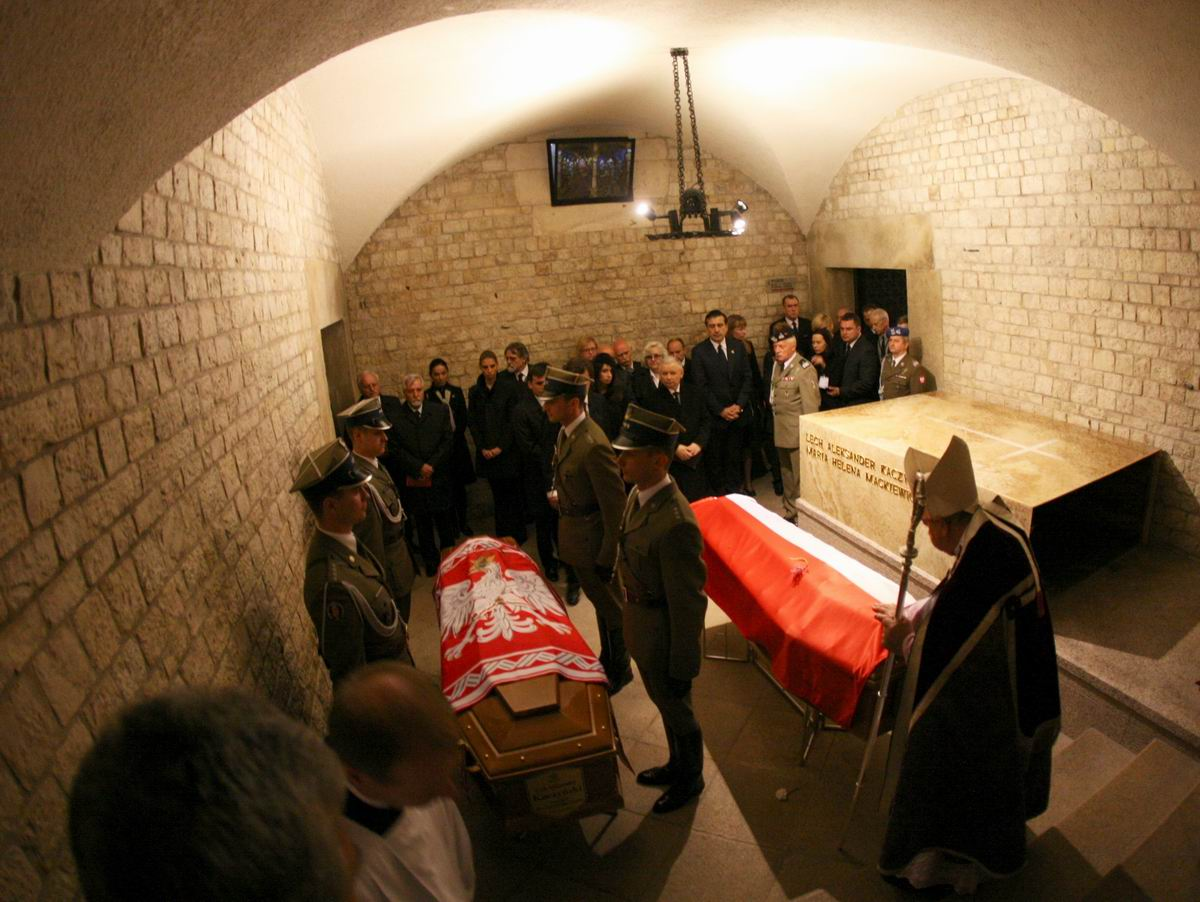
Trumny Lecha i Marii Kaczyńskich w krypcie katedry wawelskiej w trakcie uroczystości złożenia do sarkofagu

Jan Siuta (ur. 9 czerwca 1955 w Zagórzu) – polski rzeźbiarz, malarz i filozof
Uzyskał dyplom magistra sztuki w 1984 r. na Akademii Sztuk Pięknych w Krakowie na Wydziale Rzeźby w pracowni prof. Stefana Borzęckiego.
Wykonawca sarkofagu prezydenta RP Lecha Kaczyńskiego i pierwszej damy na Wawelu według projektu arch. Marty Witosławskiej.
Swoje rzeźby, płaskorzeźby, obrazy, grafiki wystawiał w wielu galeriach: Sanoku, Jaśle, Lublinie, Krosna, Krakowie, Katowicach, Słowacji, Ukrainie, Węgrzech, Turkmenistanie i Stanach Zjednoczonych.